# Serra de l’Albera
Die Serra de l’Albera (Französisch: Massif des Albères) ist ein Gebirgszug im Norden von Katalonien, im Grenzgebiet zwischen Frankreich und Spanien. Es ist die östlichste Ausdehnung der Pyrenäen und erstreckt sich bis zum Mittelmeer. Der höchste Berg der Gebirgskette ist der Puig Neulós (Französisch: Pic du Néoulous) mit einer Höhe von 1256 m. Weitere bekannte Berge sind der Puig dels Pastors (1167 m), der Puig dels Quatre Termes (1156 m) und der Pico de Sallafort (992 m).

## Geschichte
Das Albéres-Gebirge bildete in der Antike die Südwestgrenze des römischen Territoriums Septimanien; seit dem Pyrenäenfrieden (1659) bildet es die natürliche Grenze zwischen Frankreich und Spanien.

## Sehenswürdigkeiten
Ein großes Gebiet auf der südlichen Seite des Gebirgszuges gehört seit 1986 zum spanischen Naturschutzgebiet Paratge Natural d’Interès Nacional de l’Albera. In der Serra de l’Albera befinden sich die größte Konzentration megalithischer Denkmäler in Katalonien (110 Dolmen, 19 Menhire, 7 Steinkisten und eine neolithische Siedlung – und vor allem auf der Nordseite – mehrere EinsiedlerKirchen).

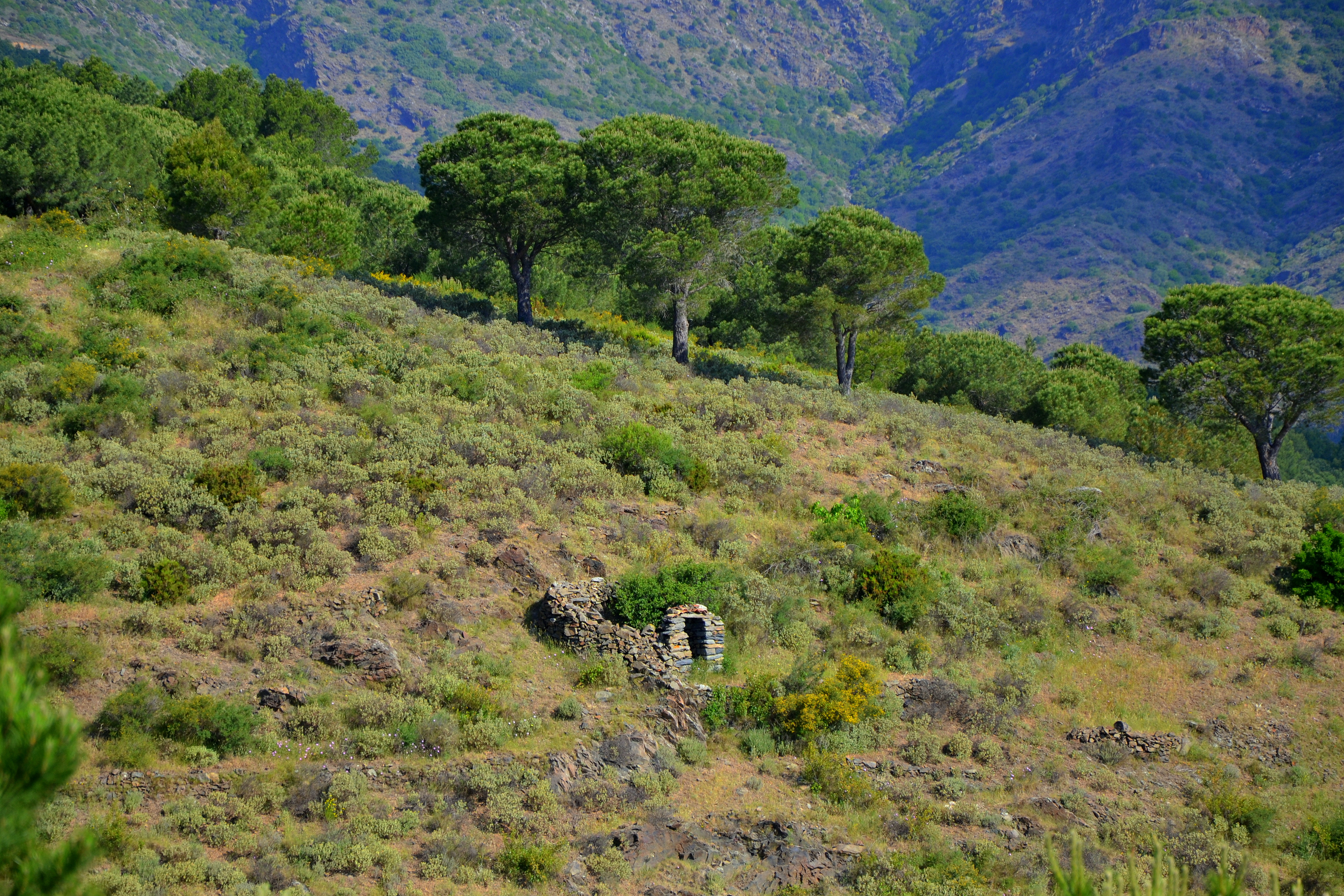
Serra de l’Albera
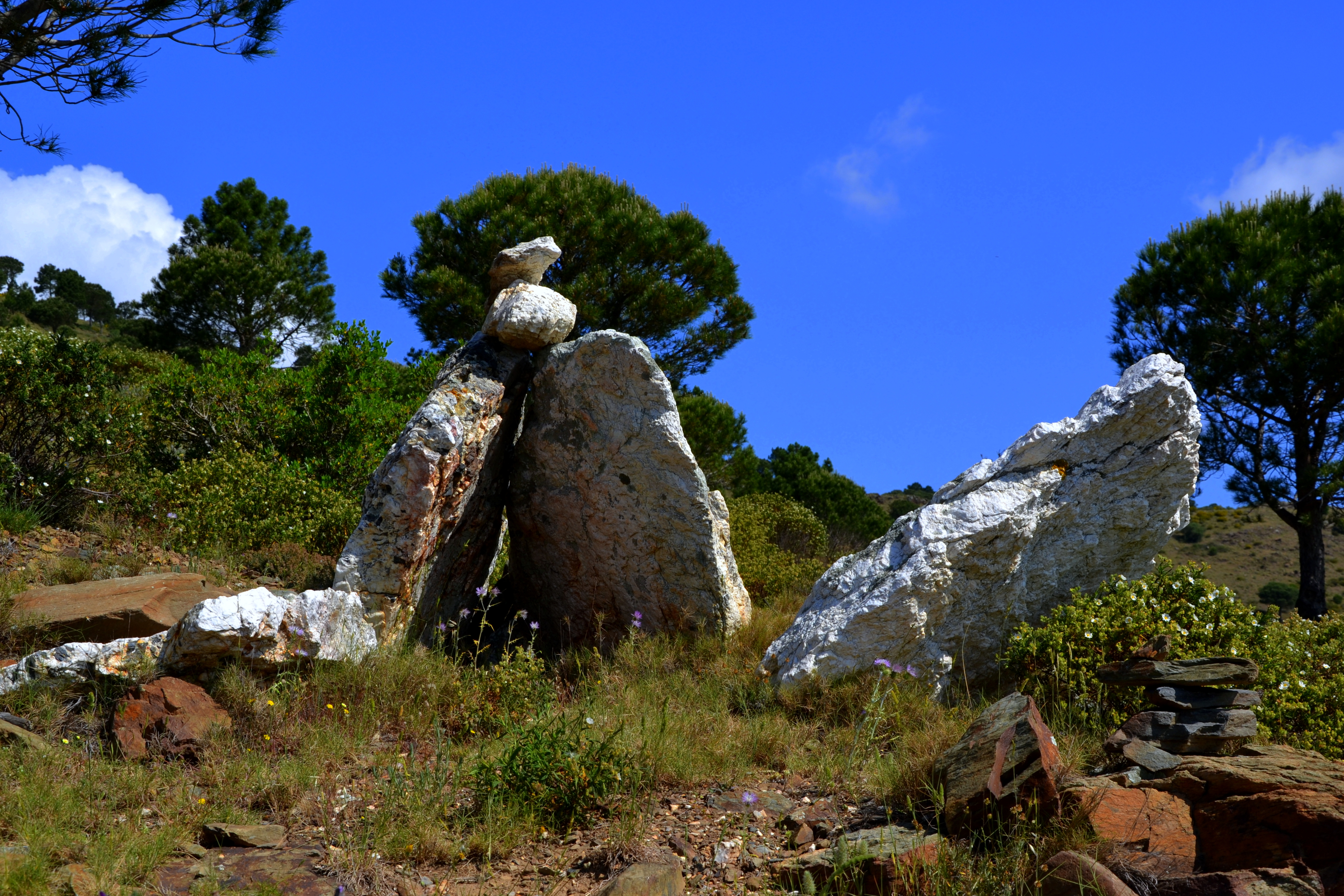
Dolmen von Serra de l’Albera
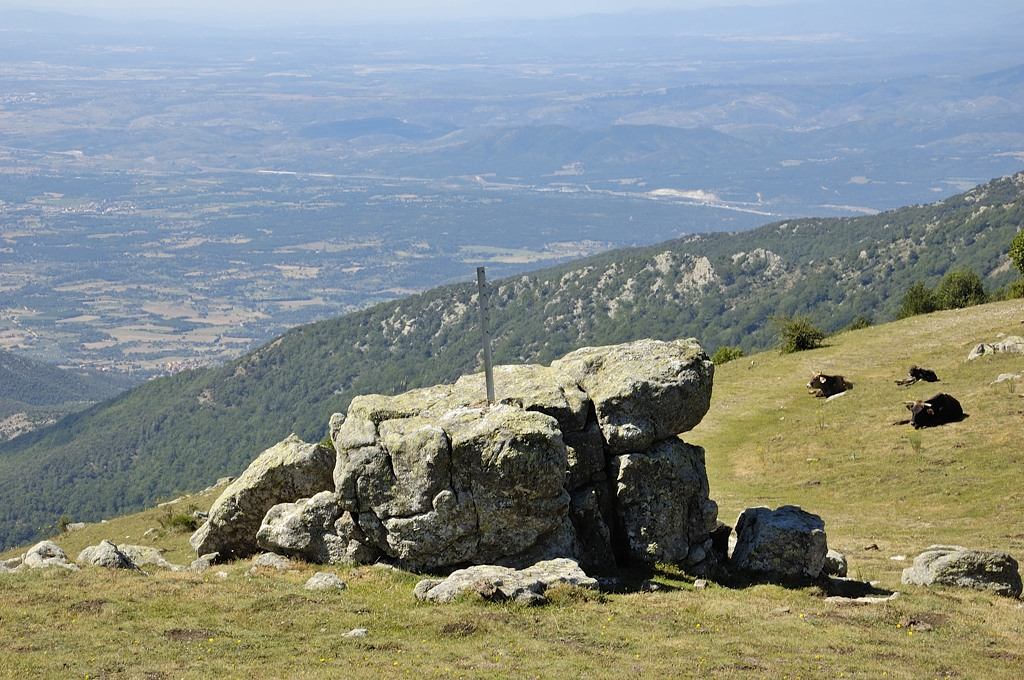
Dolmen
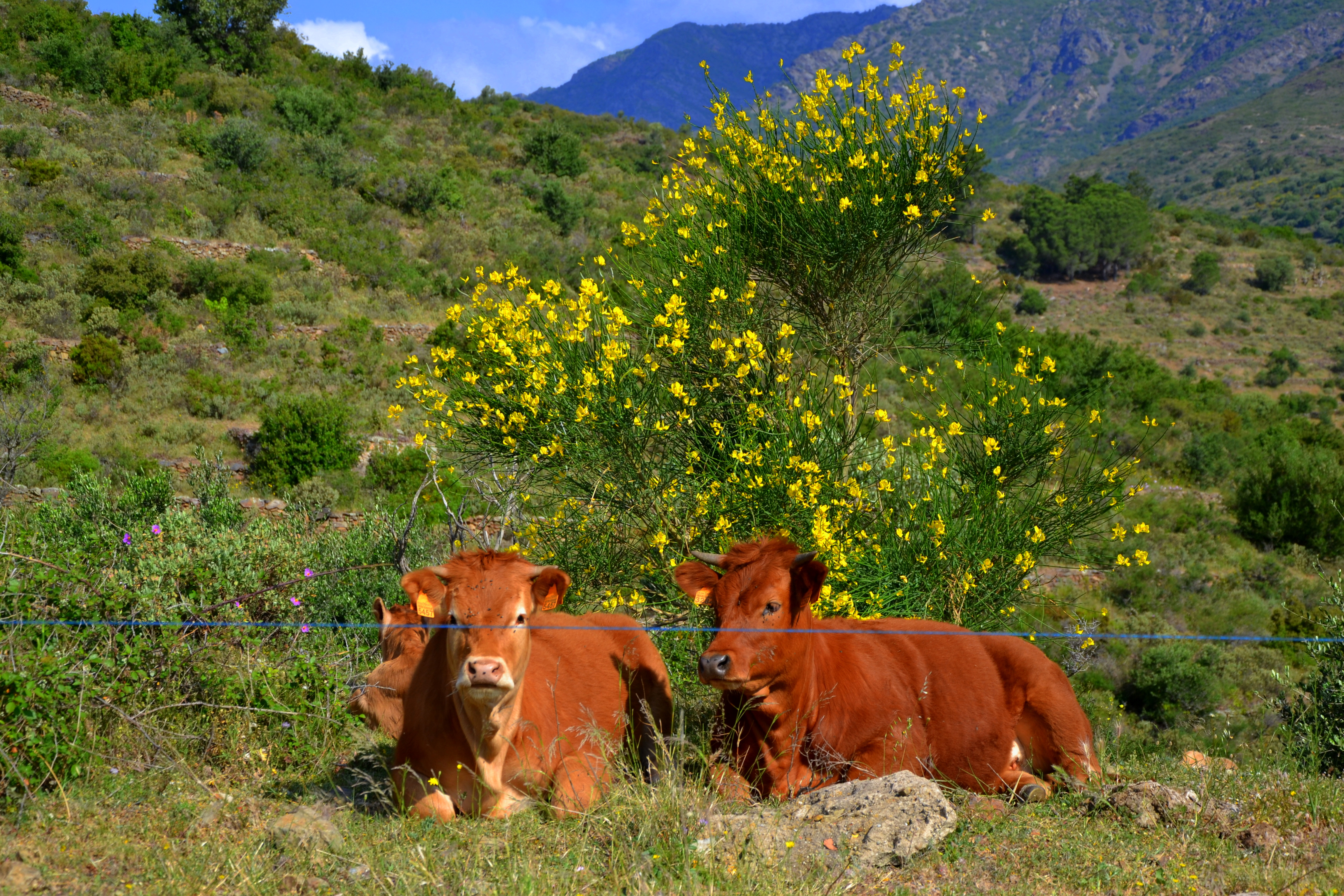
Serra de l’Albera
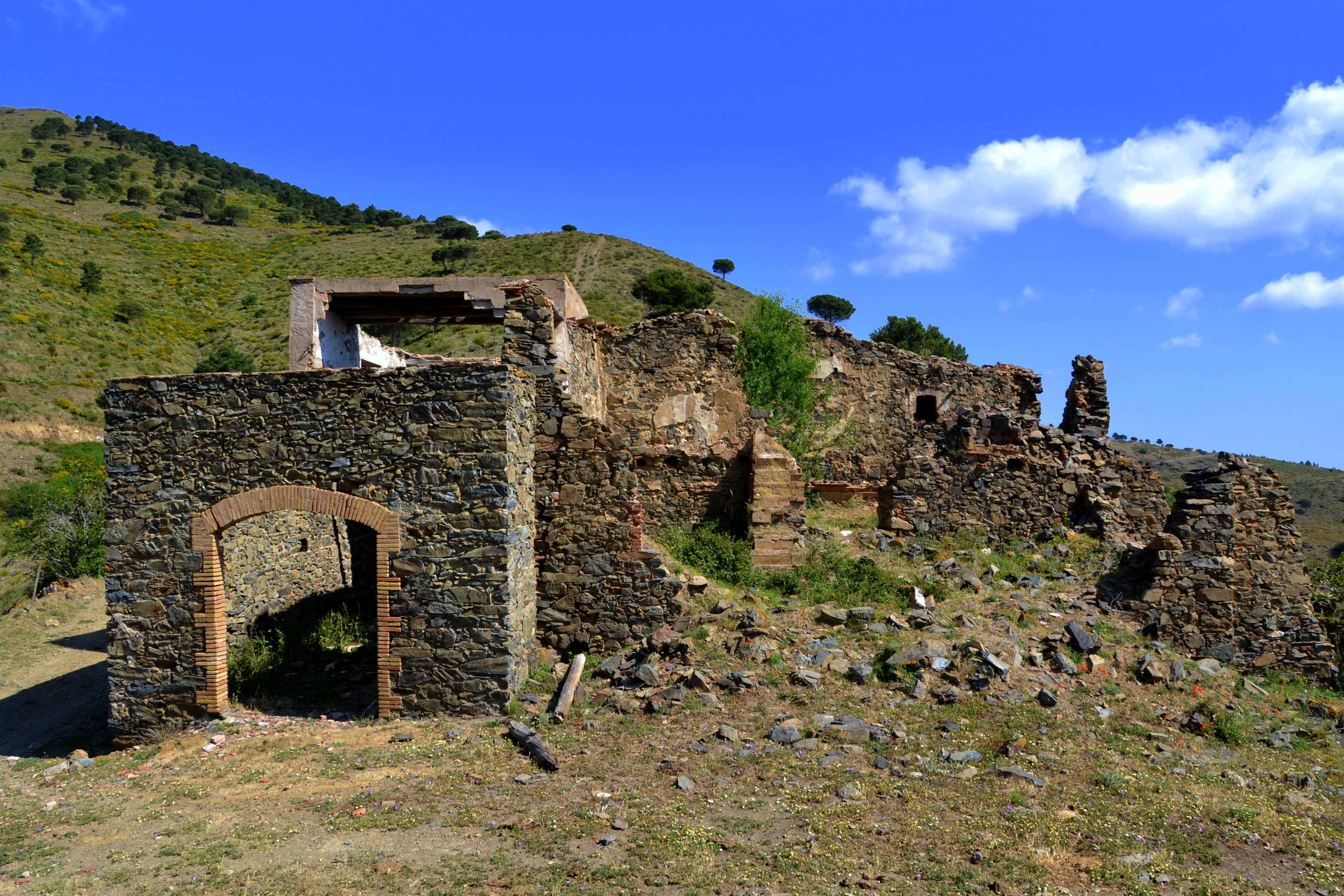
Serra de l’Albera